# 戦慄迷宮3D THE SHOCK LABYRINTH
『戦慄迷宮3D THE SHOCK LABYRINTH』（せんりつめいきゅうスリーディー ザ・ショック・ラビリンス）は、2009年の日本映画。日本およびアジア圏初のデジタル3D実写長編映画として、2009年10月17日、ジェームズ・キャメロン監督作品『アバター』公開より約二か月前に日本において公開された。
同年9月10日、伊・ヴェネチア国際映画祭において「3D映画部門」が開設され、プレゼンターとして清水崇が招待され、ショート・フッテージが3Dで初披露された。（翌10年、「3D映画部門」の審査委員長に清水崇が抜擢される。カンヌ、ベルリンを含む3大国際映画祭において、日本人初の審査委員長の任を受ける。それを記念し、この年、本作が「特別招待作品」として上映された）。
富士急ハイランドに実在し、いまも営業中の、ギネスブックに記録された「世界最長」のお化け屋敷「戦慄迷宮」を舞台としたスリラー映画である。

## ストーリー
※この映画は、10年前・昨日（映画内での日付設定が不明なため昨日としておく）・現在の3つの時間が複雑に織り交ざって進んでいく。
最初は10年前、ある遊園地のお化け屋敷に行った後主人公のケンが病院でお母さんが死んだ所から始まる。そしてそこでケンはある少女を見た。現代、ケンは殺したのは僕じゃない。警察にそう言ったケンは10年前のことを話し出す。昨日、ケンの幼馴染のモトキ・リンと出会う。家でモトキとケンの帰りを待つリンの元に10年前に死んだはずのユキが訪れる。その後、ユキの妹であるミユの元へと向かう。そこでユキは階段から落ちてしまい、気を失う。5人は、近くの病院へ向かった。そこの病院には誰もいなかった。ケンとモトキは医師を探しに病院内に走っていった。
残されたユキ・ミユ・リンはロビーで待っていた。するとユキが突然目をさまし、「ケンくん、どこにいったの」と言い走り去ってしまう。だが、ユキが行ったはずの方向からはケンだけが戻ってきた。ユキはどこへ消えたのか。ユキを探しに病院内を歩き回っているうちにケンは思い出したのだった。ここで何があったのか。5人が入った病院は10年前に忍び込んだある遊園地のお化け屋敷だったのだった。そこから様々な時代が交錯して一人、また一人と死んでゆく。

## キャスト
- 現在
  - 川島賢（ケン）：柳楽優弥 - 本作の主人公。ユキは自分が殺したと思っていた。
  - 遠山由紀（ユキ）：蓮佛美沙子 - 10年前に死んだはずだった。
  - 林元樹（モトキ）：勝地涼 - リンの婚約者。5人の中でケンを除いての唯一の生存者となる。
  - 高嶋凛（リン）：前田愛 - モトキの婚約者。幼い頃から目が見えなかった。
  - 遠山美由（ミユ）：水野絵梨奈 - ユキの妹。亡くなった父親から姉は死んだと言われていた。
  - ユキとミユの母：中村久美 - ユキがいなくなって以来、精神障害になってしまった。
  - 丹波刑事：松尾スズキ
  - 藤野刑事：山中崇
- 10年前
  - ケン：平岡拓真
  - ユキ：松本花奈
  - モトキ：森大悟
  - リン：荒川ちか
  - ミユ：伊藤星
  - ケンの母：中島ひろ子

## スタッフ
- 監督：清水崇
- プロデューサー：谷島正之、小椋悟、宮崎大
- エグゼクティブプロデューサー：豊島雅郎
- ラインプロデューサー：大崎裕伸
- VFXスーパーバイザー: 鹿角剛
- アクションコーディネーター：カラサワイサオ
- 脚本：保坂大輔
- 撮影：田辺司
- 音楽：配島邦明
- 主題歌：ストレイテナー『CLONE』
- 共同エグゼクティブプロデューサー：マイケル・J・ワーナー
- 製作プロダクション：小椋事務所